# Rejon agulski
Rejon agulski (ros. Агульский район) – jednostka administracyjna wchodząca w skład Dagestanu w Rosji.
Centrum administracyjnym rejonu jest wieś Tpig.

## Geografia
Rejon znajduje się w południowym Dagestanie. Graniczy z siedmioma innymi rejonami.
Powierzchnia rejonu wynosi 793,54 km².
Przez rejon i jego centrum administracyjne przepływa rzeka Czirachczaj.

## Demografia
W 2021 roku rejon zamieszkiwało 10 366 osób.
Grypy etniczne i narodowości w 2010:
- Agulowie – 10 369 (92,54%)
- Dargijczycy – 797 (5,94%)
- Rosjanie – 17 (0,15%)
- Lezgini – 15 (0,13%)
- Tabasaranowie – 15 (0,13%)
- inny – 15 (0,13%)

## Media
We wsi Tpig siedzibę ma wydawnictwo tygodnika Wiesti Agula. Wydawany jest on w języku rosyjskim i agulskim.